# بلوز بر مبنای باخ
بلوز بر مبنای باخ (به انگلیسی : Blues On Bach) نام آلبومی در سبک جاز از دسته چهارتایی جاز نوین است. این اثر شامل آثاری بر مبنای ملودی‌های مشهور باخ و همچنین چند اثر تصنیف‌شده از اعضای گروه است.

## فهرست شیارها
1. پشیمانی؟ *
2. بلوز در سی‌بِمُل *
3. در صبح برخیز *
4. بلوز در لا مینور *
5. سُرور ارزشمند *
6. بلوز در دو مینور *
7. این قطار را نگه ندار *
8. بلوز در سی عادی *
9. اشکِ کودکان *

## نکته‌ها
شیارهای شمارهٔ دو، چهار، شش و هشت با عناوین «بلوز در ...» آغاز می‌شوند و در ادامه یکی از نت‌های سی‌بِمُل (B-flat)، لا مینور (A)، دو مینور (C) و سی عادی (B یا در آلمانی H) می‌آید که BACH را می‌سازند.